# 二氨基庚二酸
二氨基庚二酸（DAP）是一種α-氨基酸。它是賴氨酸的ε-羧基衍生物。

## 描述

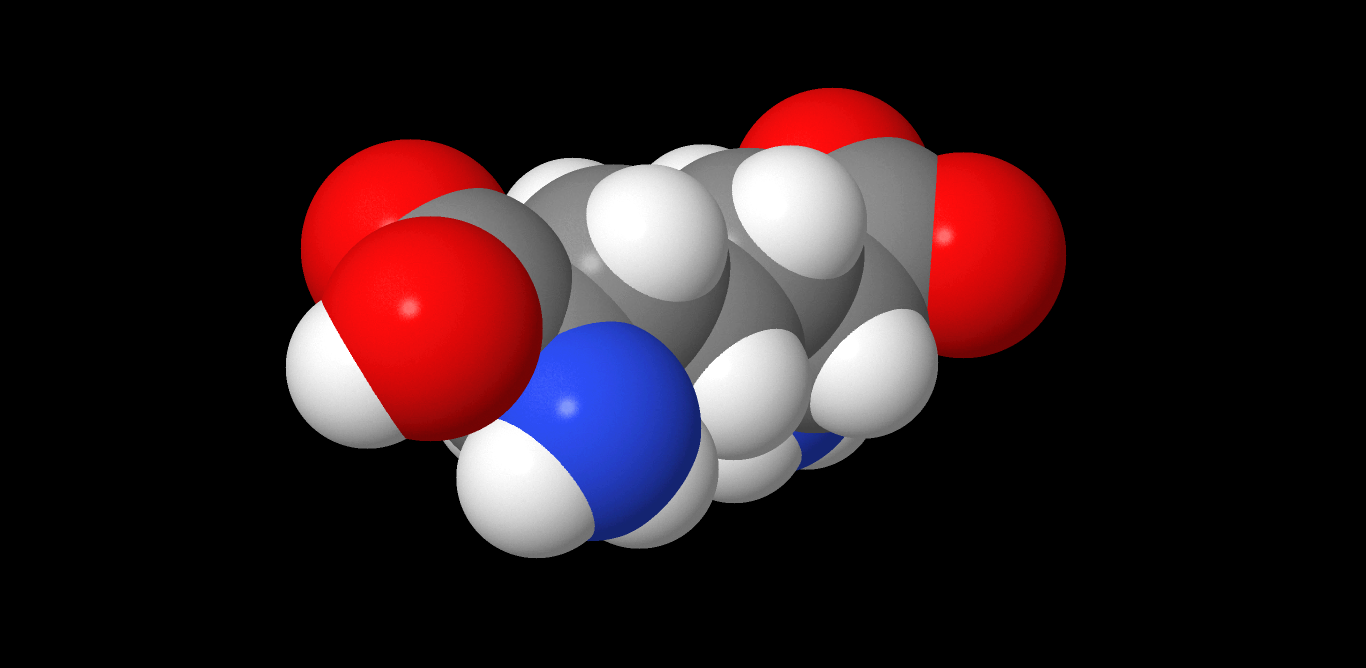
從另一個方向看DAP

二氨基庚二酸是某些原核生物的細胞壁的組成成分。在構成革蘭氏陰性菌的細胞壁的肽聚糖鍊上常常可以發現它的蹤影。革蘭氏陰性菌在有DAP供應時可以正常生長。在DAP缺乏的時候，它們仍然可以生長，但不能再合成構成細胞壁的肽聚糖。
DAP亦可構成博朗脂蛋白的連接點。